# Грумоло-делле-Аббадессе
Грумоло-делле-Аббадессе, Ґрумоло-делле-Аббадессе (італ. Grumolo delle Abbadesse, вен. Grumoło dełe Badese) — муніципалітет в Італії, у регіоні Венето, провінція Віченца.
Грумоло-делле-Аббадессе розташоване на відстані близько 410 км на північ від Рима, 55 км на захід від Венеції, 10 км на схід від Віченци.
Населення — 3801 особа (2014).

## Демографія
Населення за роками:

Станом на 1 січня 2023 року в муніципалітеті офіційно проживало 367 іноземців з 33 країн, серед них 142 громадяни країн Євросоюзу та 7 громадян України.

## Сусідні муніципалітети
- Камізано-Вічентіно
- Гаццо
- Гризіньяно-ді-Цокко
- Лонгаре
- Монтегальда
- Торрі-ді-Куартезоло